# Sua Cara
"Sua Cara" é uma canção gravada pelo trio americano Major Lazer, com participação da cantora brasileira Anitta e do cantor e drag queen compatriota Pabllo Vittar. A canção é o segundo single do extended play (EP) Know No Better (2017). Foi composta por Diplo, Anitta e outros nove compositores e musicistas. O videoclipe para a canção foi lançado no dia 30 de julho de 2017, tornando-se um êxito nas primeiras horas e batendo recordes no YouTube.

## Antecedentes
Diplo, que sempre demonstrou ser um dos grandes apoiadores do funk carioca e da música brasileira, tinha no gênero uma grande influência em suas músicas. Ele já havia trabalhado em músicas do DJ Marlboro e chegou a contratar o grupo musical Bonde do Rolê para sua gravadora Mad Decent, além de colaborar na produção de musicas da Banda Uó e Pabllo Vittar. Ele disse: "Eu sempre procuro saber o que acontece no Brasil, é importante pra mim". Em sua vinda ao Brasil para o Lollapalooza de 2016, enquanto membro do duo Jack Ü, que mantém junto com Skrillex, ele conheceu Anitta.

## Composição e gravação
O primeiro esboço de "Sua Cara" foi composto por 10 pessoas, entre elas Anitta, Jefferson Junior, Arthur Magno Simões Marques, Umberto Tavares e Rodrigo Pereira Vilela Antunes (conhecido como Rodrigo Gorky). Pouco antes do início a produção, Anitta gravou uma demo e a entregou para Diplo durante a passagem dele pelo Brasil. Em janeiro de 2017, Arthur tinha acabado de se mudar para São Paulo e foi à casa de Gorky, que lhe mostrou um rascunho da música, dando início à produção da mesma. A faixa foi gravada em fevereiro de 2017, logo depois do carnaval.
Após estar pronta, a faixa foi parar nas mãos de Diplo, que anunciou em suas redes sociais que a gravaria com Anitta. Diplo se juntou com outros compositores estadunidenses para darem os últimos retoques na canção, que passou alguns meses em segredo absoluto, e a equipe de produção só ficou sabendo quando a música sairia um mês antes do lançamento da mesma. Apenas no final de maio de 2017 foi revelado que "Sua Cara" também contaria a participação de Pabllo Vittar, que revelou que estava muito feliz e que teve que segurar esse segredo um bom tempo.

Recebi o convite do Diplo, que já tinha feito uma produção no meu disco, gravei logo após o carnaval e tive que manter esse segredo, até o EP sair. Tô pulando de alegria, consegui trabalhar com dois artistas que amo muito, Anitta pisa menos mulher!!!— Pabllo sobre sua participação.
A capa da canção foi extraída de um ensaio fotográfico realizado por Anitta e Pabllo Vittar em 21 de maio de 2017. Mesmo com todos os nomes envolvidos, Arthur e os demais compositores não vislumbravam que a canção alcançaria tamanho sucesso, dizendo: "Ninguém sabe se vai ser um hit ou não. Independente disso, a gente estava muito feliz de ter reunido essa galera para fazer uma música".

## Lançamento

### Promoção
Anitta e Pabllo Vittar apresentaram a canção ao vivo, pela primeira vez, no Música Boa Ao Vivo, exibido pelo Multishow em 18 de julho de 2017. Em 9 de agosto, Vittar apresentou a canção no talk-show Encontro com Fátima Bernardes da Rede Globo. Em 24 de outubro de 2017, Anitta, Vittar e Diplo, um dos integrantes do Major Lazer, apresentaram a canção pela primeira vez juntos durante o Prêmio Multishow de Música Brasileira 2017.

## Desempenho nas tabelas musicais
"Sua Cara" entrou no top 10 das músicas pop mais tocadas pelas rádios no Brasil, estando atualmente em 10.º lugar. Anitta figura com três faixas no Top 10. "Paradinha" lidera o ranking e "Você Partiu Meu Coração", com Nego do Borel e Wesley Safadão, aparece em 7.º lugar. A música também entrou entre as cem mais tocadas no Spotify mundial, ficando na 90.ª classificação. No "Top 25 global das músicas do verão do YouTube", "Sua Cara" ficou na 22.ª posição, Por conta do idioma, o país que mais aderiu à música, além do Brasil, foi Portugal. "Sua Cara" esteve no Top 25 do Spotify português – e no Top 20 da Apple Music e da lista "em alta" no Youtube no país. Outros mercados de língua portuguesa incluem o iTunes de Cabo Verde (3.º lugar) e a lista "em alta" do YouTube da Angola (7.º lugar).
A canção permaneceu mais de cinco semanas na parada Dance/Electronic Songs da Billboard, tornando-se a única canção em português no ranking dos Estados Unidos, sendo classificada no top 40, na 39.ª posição. Seu pico foi o 26.º lugar. Como não foi trabalhada no território, "Sua Cara" manteve-se na lista principalmente devido aos streams. Em um levantamento realizado, em 13 de agosto de 2017, pelo Núcleo de Dados, do jornal O Globo, com base na lista de músicas mais tocadas na plataforma Spotify, apontou que o número de reproduções da faixa "Sua cara" apresentou crescimento fora do Brasil desde o dia do lançamento do videoclipe. Os streams diários da canção dobraram fora do país nas duas semanas seguintes, passaram de 67,9 mil, em 30 de julho, para 208,1 mil em 8 de agosto, apesar de o sucesso ter sido puxado pelo seu desempenho no país, o qual  representou, até 13 de agosto, 68% do total de reproduções da música no Spotify. A participação dos usuários que escutam a canção no exterior, no entanto, apresentou crescimento: era 14% em 30 de julho e subiu para 31% no dia 13 do mês seguinte. No ranking global, a faixa ocupou a 105ª posição. No Brasil, foi a música mais tocada na plataforma nas duas semanas após a divulgação do vídeo, somando, nesse período, 2 milhões de reproduções a mais que a segunda colocada, "Fazer falta", de MC Livinho.

## Vídeo musical

### Desenvolvimento e produção
Um vídeo com o áudio da música foi lançado no perfil oficial do Major Lazer no dia do lançamento do EP, em 1 de junho de 2017. Em apenas uma semana, a música já tinha alcançado 7,4 milhões de acessos, com uma média de 1,2 milhão por dia. A música chegou a ser a mais tocada do álbum, à frente de "Know No Better", com participação de Camila Cabello, Travis Scott e Quavo, com 2,5 milhões de execuções. Numa publicação em que agradecia o sucesso da música em seu Facebook, um usuário perguntou sobre o videoclipe da música, e eles responderam dizendo "em breve".
Na noite de 20 de junho de 2017, Anitta postou uma foto sua, em um avião, em seu Instagram, afirmando que havia uma "surpresa chegando". Logo depois, foi anunciado que ela gravaria o clipe de "Sua Cara" com Pabllo Vittar no Marrocos, com produção de Bruno Ilogti e Giovanni Bianco. Ambos trabalharam com Anitta em seu álbum Bang, de 2015. No dia 22 de Junho ocorreu a gravação do clipe, e Anitta chegou a declarar excesso de calor e disse que estava exausta após ter chegado no deserto do Saara. Até chegar ao local, foram nove horas de viagem. Ela comentou dizendo que o videoclipe foi o "mais difícil", porém iria "valer a pena". As cantoras utilizam figurinos feitos por Amir Slama e Yasmine Sterea. Foram feitos tops e sutiãs, além de algumas hot pants da cor da pele das cantoras, em tons de bege e branco. Para as dançarinas foram feitas roupas de cor rosa, para igualar com a areia do local.
Em 18 de julho de 2017, foi confirmado que o lançamento do vídeo iria ocorrer no dia 30 do mesmo mês, durante a festa Combatchy, realizada no Rio de Janeiro. O vídeo foi exibido primeiro no decorrer do evento e, posteriormente, liberado na internet. Quando fez o anúncio, Anitta publicou em seu perfil no Instagram um vídeo de bastidor, onde aparece dançando atrás de uma cobra. O making of foi liberado no dia anterior.

### Lançamento
O vídeo foi lançado no dia 30 de julho às 17 horas. Em apenas uma hora, já tinha mais de 2,7 milhões de visualizações e em duas horas já havia chegado a cinco milhões. Além disso, foi o mais rápido a alcançar 1 milhão de curtidas – 5 horas e 38 minutos após o lançamento – no YouTube, quebrando o recorde de "Drag Me Down", de One Direction, de 18 horas. O vídeo superou mais de 25 milhões de visualizações dentro de 24 horas, um feito histórico por ser o mais visto desde "Hello", lançado por Adele em 2015, que teve 27,7 milhões de visualizações, e tornou-se o vídeo lusófono com mais visualizações em um dia na plataforma. Num ranking geral,  tornou-se o sexto clipe mais visto em suas primeiras 24 horas da história, atrás de, nesta ordem, Psy ("Gentleman", com 38 milhões), Adele ("Hello", 27 milhões), Taylor Swift ("Bad Blood", 20,1 milhões), Nicki Minaj ("Anaconda", 19,6 milhões) e Miley Cyrus ("Wrecking Ball", 19,3 milhões). Dias após o lançamento do videoclipe oficial, uma segunda versão foi vazada na internet com cenas inéditas. Na versão, Diplo, sem camisa, aparece tirando o capacete em um dos quadriciclos, tendo Anitta dançando sensualmente na frente dele, além de Pabllo Vittar sensualizando. Até agosto de 2017, é o videoclipe no determinado ano com mais visualizações no dia de lançamento.

### Recepção
Após seu lançamento, o vídeo musical recebeu avaliações majoritariamente positivas tanto pela imprensa nacional como internacional. Para o site do canal Fuse, Jeff Benjamin elogiou a inclusão de Pabllo Vittar no vídeo, escrevendo: "A parceria entre sexys estrelas do pop com drag queens não são recentes em vídeos musicais, mas normalmente são exibidas de maneiras muito diferentes. O vídeo "Sua Cara" parece mudar essa perspectiva com uma nova visão que se concentra em incluir e mostrar todos os tipos de indivíduos em toda a sua sensualidade". O site espanhol Europa FM declarou: "Se há algo que caracteriza o Major Lazer é que eles têm clareza dos ritmos e sons que mais bombam nas pistas de dança, e demonstram isso em suas produções. (…) Com uma estética e uns estilos muito anos 90, o trio apresenta seu clipe protagonizado pelas cantoras da música e com algumas participações de Diplo. Através dessas imagens gravadas no Deserto do Saara, Anitta e Pabllo Vittar nos seduzem com umas danças sensuais e movimentos de cintura". "Ela fez de novo. Pabllo Vittar, desta vez acompanhada de Anitta e Major Lazer, voltou a quebrar a Internet. O motivo? Seu novo videoclipe, ‘Sua Cara’, divulgado há umas dez horas e já com mais de 12 milhões de reproduções. É que não é a primeira vez que a drag queen brasileira explode a Internet com seus trabalhos musicais. De fato, ela é a transformista com mais reproduções no Youtube, superando inclusive RuPaul", afirmou Shangay, também da Espanha.
Os figurinos usados por Anitta neste clipe, assim como as peça de xadrez usadas pela cantora para representar o projeto "Checkmate", e também figurino de "Is That For Me", tornaram-se inspirações para fantasias do Dia das bruxas para brasileiros que moravam nos Estados Unidos e Reino Unido.

## Faixas e formatos
| Download digital |                                         |         |  |
| N.º              | Título                                  | Duração |  |
| 1.               | "Sua Cara" (com Anitta e Pabllo Vittar) | 2:48    |  |

## Créditos

### Canção
Créditos adaptados do Tidal.
- Diplo - Produtor, Compositor
- Boaz Van de Beatz - Produtor
- Anitta - Compositora, vocal
- Pabllo Vittar - vocal
- Pablo Bispo - Compositor
- Jefferson Junior - Compositor
- Arthur Magno Simoes Marques - Compositor
- Umberto Tavares  - Compositor
- Rashid Badloe - Compositor
- Giordano Ashruf - Compositor
- Rodrigo Pereira Vilela Antunes - Compositor
- Shareef Badloe - Compositor

### Videoclipe
| - Diretor: Bruno Ilogti - Direção de arte: Giovanni Bianco / GB65 - Diretor de Fotografia: Jacques Naude - Produção: Helena Martel Seward at Lolly Would, Mateo Suarez - Produção local: Agora Films | - Edição: Bruno Ilogti - Cor: Company3 - Beleza: Henrique Martins - Estilista: Yasmine Sterea |

## Prêmios e indicações
| Ano  | Prêmio                 | Indicação                         | Resultado |
| ---- | ---------------------- | --------------------------------- | --------- |
| 2017 | Prêmio Gshow           | Hino do Ano                       | Indicado  |
| 2017 | Prêmio CONTIGO! Online | Hit do Ano                        | Venceu    |
| 2017 | Prêmio CONTIGO! Online | Clipe do Ano                      | Indicado  |
| 2017 | Capricho Awards        | Melhor Clipe Nacional             | Indicado  |
| 2017 | Capricho Awards        | Melhor Hit com Anitta             | Indicado  |
| 2018 | Grammy Latino          | Melhor Fusão/Interpretação Urbana | Indicado  |

## Desempenho nas tabelas musicais
| País — Tabela musical (2017)                 | Melhor posição |
| -------------------------------------------- | -------------- |
| Brasil (Brasil Hot 100 Airplay)              | 49             |
| Brasil (Brasil Hot Pop & Popular)            | 5              |
| Brasil (Regional Rio de Janeiro Hot Songs)   | 3              |
| Brasil (Top 50 Streaming Mensal)             | 12             |
| Equador (National-Report)                    | 59             |
| Estados Unidos (Dance/Electronic Songs)      | 26             |
| Estados Unidos (World Digital Songs)         | 22             |
| Portugal (Associação Fonográfica Portuguesa) | 8              |
| Venezuela (National-Report)                  | 61             |

| País — Tabela musical (2017)                 | Posição |
| -------------------------------------------- | ------- |
| Portugal (Associação Fonográfica Portuguesa) | 47      |